# Шипково
Ши́пково (болг. Шипково) — село в Ловецькій області Болгарії. Входить до складу общини Троян.

## Населення
За даними перепису населення 2011 року у селі проживали 708 осіб.
Національний склад населення села:
| Національність   | Кількість осіб | Відсоток |
| ---------------- | -------------- | -------- |
| болгари          | 678            | 99,1%    |
| цигани           | 4              | 0,6%     |
| Всього відповіли | 684            |          |

Розподіл населення за віком у 2011 році:
Динаміка населення: